# شعيرية حارة كبريتية
شعيرية حارة كبريتية (الاسم العلمي: Thermothrix thiopara) هي نوع من البكتيريا، سلبية الغرام، تتبع جنس الشعيريات حارة.